# Gemeinde Lohja

Wappen der Landgemeinde Lohja

Die Gemeinde Lohja (finnisch Lohjan kunta, schwedisch Lojo kommun), bis 1977 Landgemeinde Lohja (finnisch Lohjan maalaiskunta, schwedisch Lojo landskommun), ist eine ehemalige Gemeinde in Finnland. Sie umfasste das Umland der Stadt Lohja in der südfinnischen Landschaft Uusimaa.
Die Landgemeinde Lohja entstand 1926, als der Hauptort Lohja als eigenständiger Marktflecken (kauppala) aus der umliegenden Landgemeinde gelöst wurde. Die Landgemeinde hatte eine Fläche von 262 km² und zuletzt 18.783 Einwohner (1992). Im Jahr 1987 waren 7 % der Einwohner Finnlandschweden. Zum Jahresbeginn 1997 wurde die Landgemeinde nach Lohja, das mittlerweile das Stadtrecht erhalten hatte, eingemeindet. Im Zuge der Gemeindefusion übernahm die Stadt Lohja das Wappen der Landgemeinde.